# Postupel, Ratne
Postupel (în ucraineană Поступель) este localitatea de reședință a comunei Postupel din raionul Ratne, regiunea Volînia, Ucraina.

## Demografie
Componența lingvistică a localității Postupel
     Ucraineană (98,93%)
     Alte limbi (1,08%)
Conform recensământului din 2001, majoritatea populației localității Postupel era vorbitoare de ucraineană (98,93%), existând în minoritate și vorbitori de alte limbi.